# Ekonomická univerzita v Krakově
Ekonomická univerzita v Krakově (pl. Uniwersytet Ekonomiczny w Krakowie, oficiální anglický název Cracow University of Economics) je druhá nejstarší vysoká škola ekonomického zaměření v Polsku a největší ekonomická univerzita v Polsku podle počtu studentů. Vznikla v roce 1925 jako soukromá Vysoká obchodní škola v Krakově, ale její počátky sahají až do roku 1882. V současnosti zde studuje více než 21 000 studentů. V rámci výchovně-vzdělávací činnosti Ekonomická univerzita organizuje vysokoškolské studium bakalářské, inženýrské, doktorské a celoživotní vzdělávání občanů.

## Fakulty
Ekonomická univerzita v Krakově má v současnosti tyto fakulty:
- Fakulta ekonomie a mezinárodních vztahů
- Fakulta managementu
- Fakulta financí
- Fakulta zboží věd